# Wijnbouw in Nederland

Overzichtskaart van Nederlandse Beschermde Oorsprongsbenamingen (BOB) voor wijnbouw

De wijnbouw in Nederland is beperkt, maar groeit. De gemiddelde kwaliteit van de geproduceerde wijnen is in de loop der jaren langzamerhand verbeterd.

## Geschiedenis
Er wordt aangenomen dat er sinds de Romeinse tijd druiven verbouwd worden in Nederland aangezien het drinken van wijn in die tijd zeer normaal was. De oudste officiële vermelding van wijnbouw in Nederland stamt echter pas uit 968. In de inventarislijst van koningin Gerberga van Saksen worden enige wijngaarden rond Maastricht beschreven. Dat er in die tijd rond Maastricht wijngaarden waren is niet zo verwonderlijk. Ondanks de relatief noordelijke ligging ten opzichte van andere wijngebieden is de streek geschikt door de hellingen en vruchtbare lössbodem.

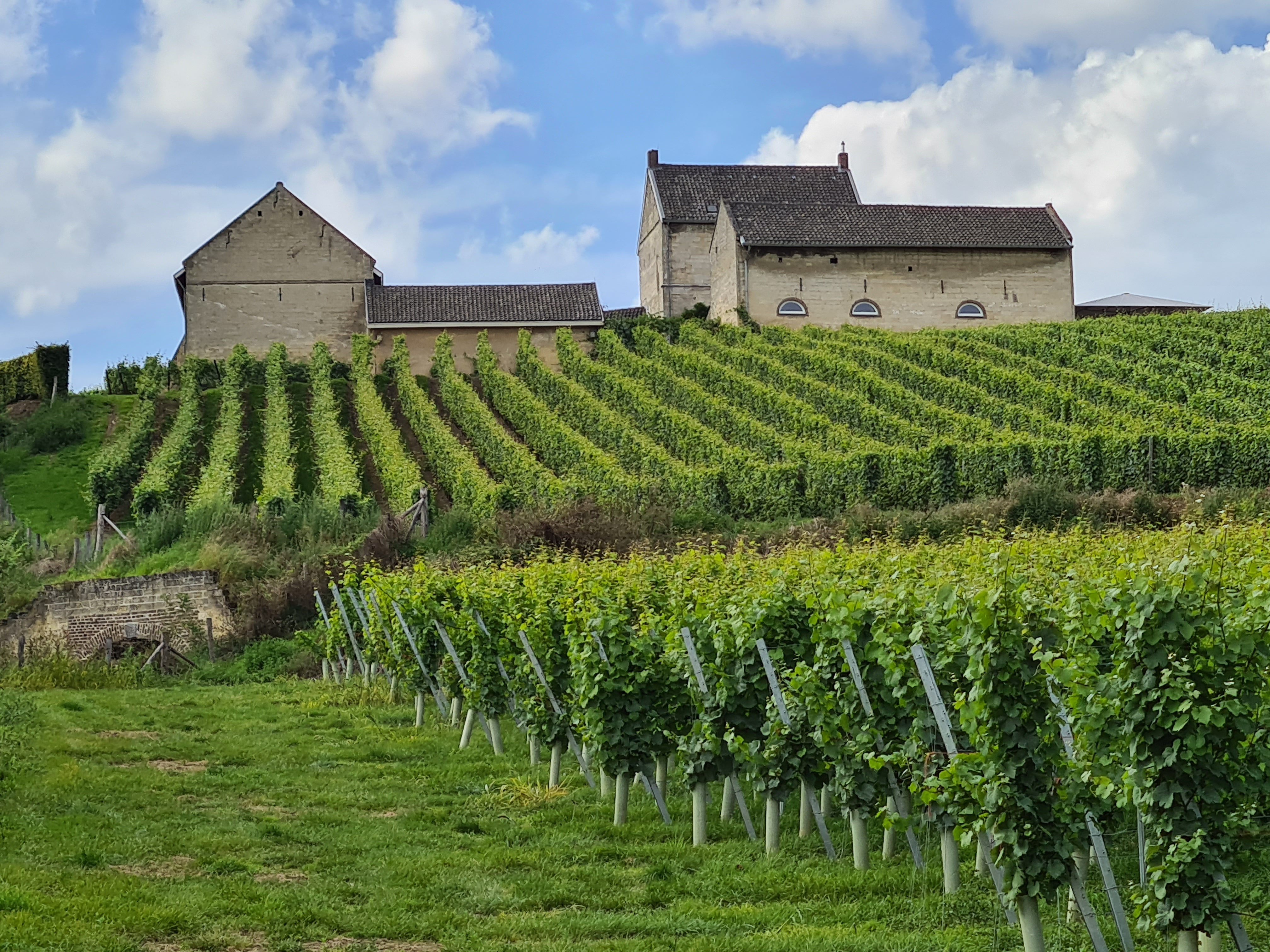
Apostelhoeve en wijngaarden op de Louwberg bij Maastricht, een van de oudste (1970) en grootste wijngoederen in Nederland

Later in de Middeleeuwen verspreidde de wijnbouw zich ook over andere delen van Nederland. Dit was het gevolg van het relatief warme klimaat in die tijd waarvan de druiventeelt profiteerde. In de veertiende en vijftiende eeuw waren de heuvels rond het Maasdal en Geuldal grotendeels begroeid met wijnranken en was de Nederlandse wijnbouw op zijn hoogtepunt. Dit werd snel anders nadat de wijnbouw concurrentie kreeg van bier. Doordat men hop begon toe te voegen aan bier werd dit langer houdbaar en beter van smaak en begon de bierconsumptie het te winnen van de wijnconsumptie.
Na 1540 veranderde ook het klimaat in Nederland, het werd kouder en vanaf 1590 kwamen we in een zogenaamde Kleine IJstijd. Hierdoor en mede ook door vernielingen tijdens de Tachtigjarige Oorlog, werd de wijnbouw in Nederland gedecimeerd. De definitieve slag voor de wijnbouw kwam toen de druifluis en Napoleon het verbouwen van wijn in Nederland onmogelijk maakten. De laatste wijngaard rond Maastricht legde rond 1946 het loodje, maar al vele jaren daarvoor was de druiventeelt in Nederland gemarginaliseerd.
Rond het begin van de jaren 70 van de twintigste eeuw veranderde er veel ten goede voor de wijnbouw in Nederland. Enkele ondernemers startten toentertijd voornamelijk in Limburg en Noord-Brabant met het aanplanten van nieuwe wijngaarden. Sinds die tijd is er een gestage, maar steeds snellere groei van de wijnbouw in Nederland waar te nemen.

## Wijngaarden in Nederland

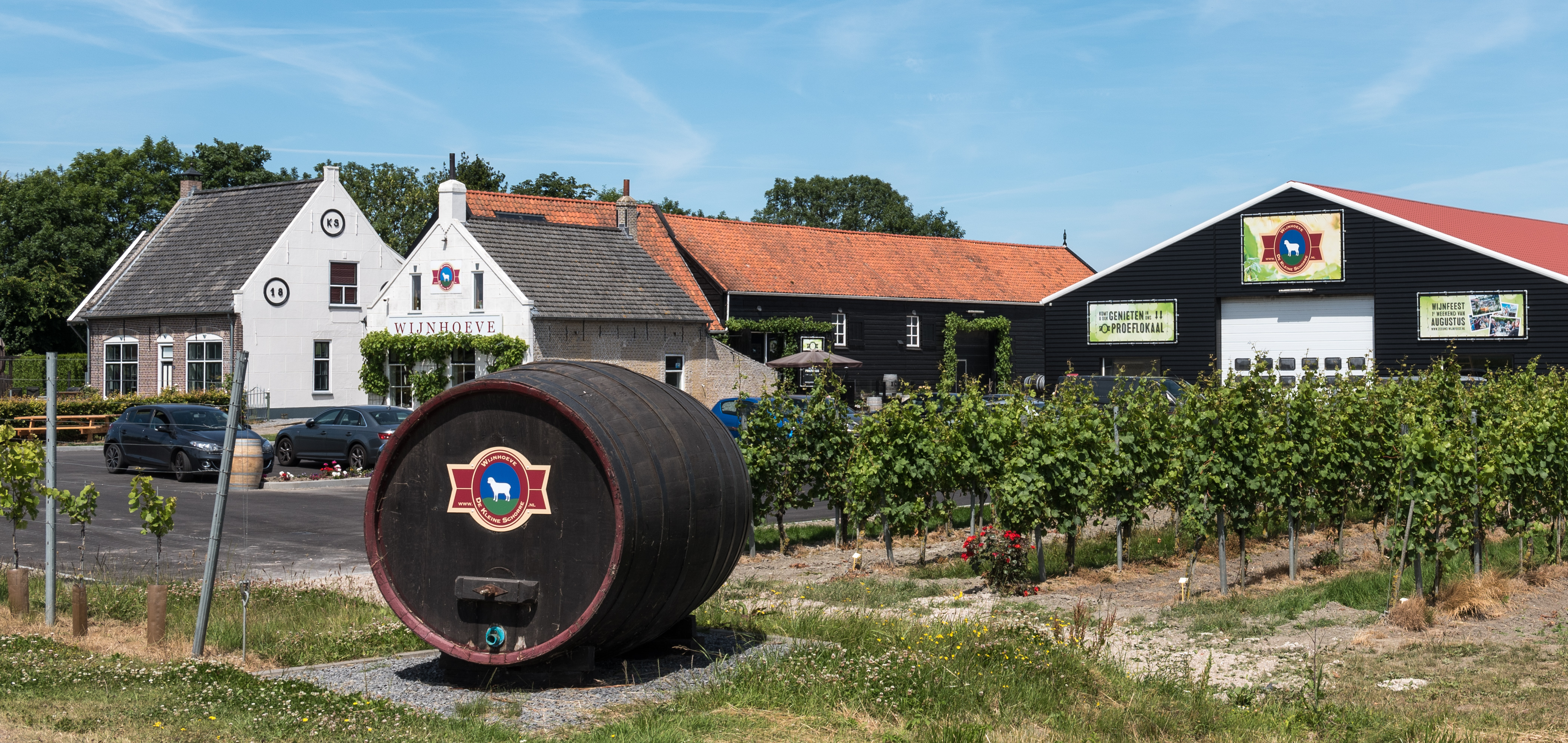
Wijngaard De Kleine Schorre in 2018

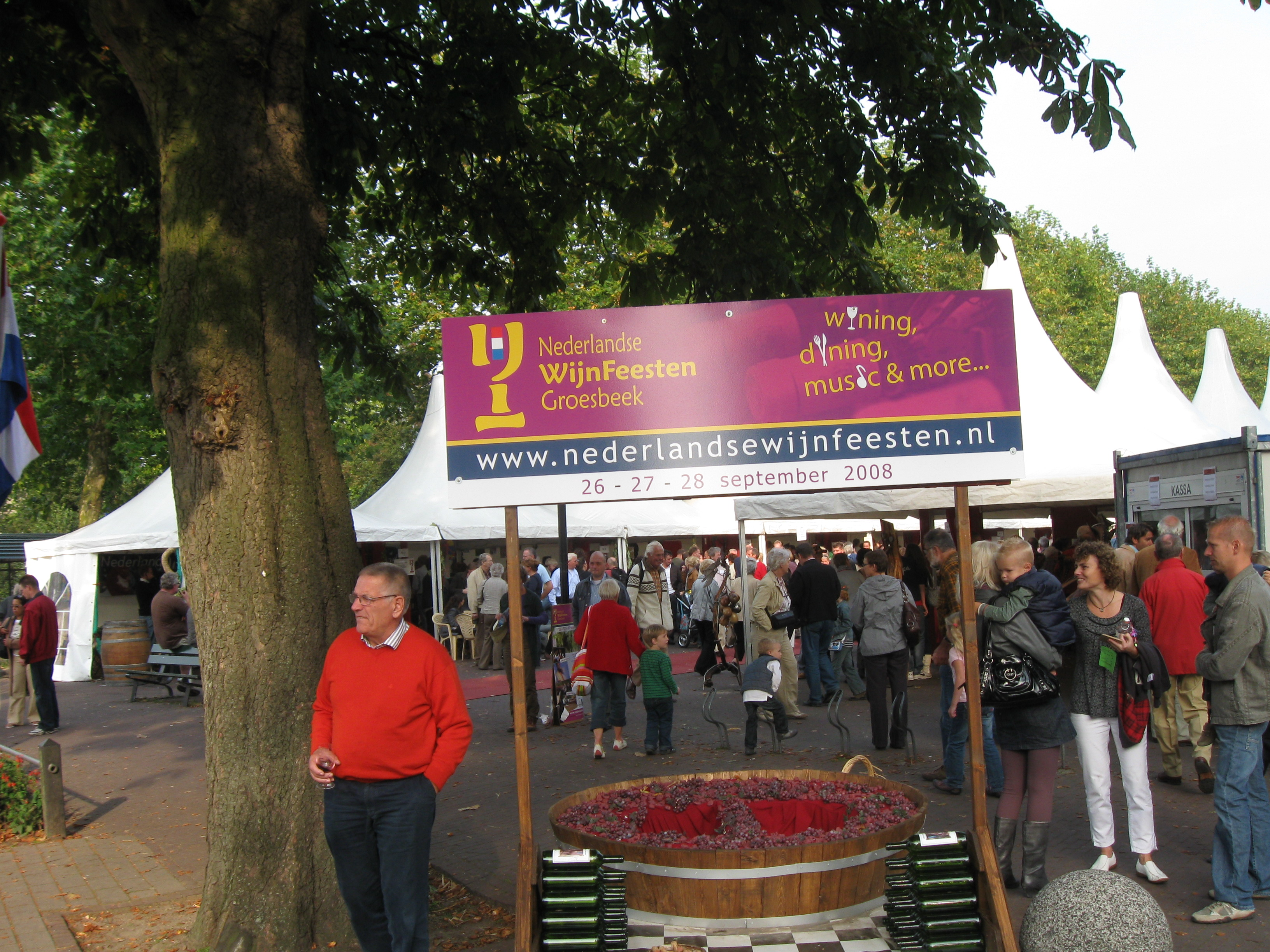
Wijnfeest in Groesbeek

Er waren in 2020 circa 135 commerciële wijngaarden in Nederland die samen een oppervlakte hadden van zo'n 250 hectare. In 2023 was de oppervlakte wijngaarden toegenomen tot 302 hectare. De wijngaarden zijn vooral te vinden in Limburg en Gelderland. Verder liggen zij in Noord-Brabant, Zeeland, Noord-Holland, Overijssel, Drenthe, Groningen en Friesland. De meeste wijn wordt geproduceerd in Zuid-Limburg: met meer dan 90 hectare het grootste wijnbouwgebied van Nederland. Daarnaast zorgt de Achterhoek met 38 hectare ook voor een groot aandeel van de productie. De Betuwe, de Veluwe en de omgeving van Groesbeek zijn elk goed voor 12 tot 15 hectare wijnbouw.
De totale productie in recordjaar 2023 bedroeg 12.800 hectoliter wijn, wat neerkomt op 1,7 miljoen flessen, 30% meer dan een jaar eerder. De opbrengst per hectare bedroeg in 2023 gemiddeld 42 hectoliter wijn, 6 hectoliter meer dan een jaar eerder. Van de totale wijnproductie in 2023 was 76% wit; bijna 14% was mousserend.

### Druivenrassen
Door het klimaat worden in Nederland traditionele druivenrassen, zoals Merlot en Cabernet Sauvignon, vaak vervangen door variëteiten die bestand zijn tegen schimmelziektes als meeldauw, valse meeldauw en botrytis. Deze schimmelbestendige druivenrassen noemt men ook wel hybride druivenrassen. Met behulp van deze druivenrassen kan een betere productie worden gegenereerd in het relatief koude klimaat van Nederland.
Gezien het feit dat in Nederland relatief weinig bestrijdingsmiddelen mogen worden gebruikt, is het van groot belang om te kijken naar nieuwere schimmelbestendige druivenrassen. Een van de pioniers op dit gebied is wijngoed St. Martinus in het Limburgse Vijlen. Deze wijngaard heeft vanaf 1988 op kleine schaal en experimentele basis meer dan 70 druivenrassen aangeplant. De aanplant is bedoeld om na te gaan welke klassieke en hybride druivenrassen in Nederland goed kunnen rijpen. Daarnaast onderzoekt men welke druivenrassen de hoogste kwaliteit Nederlandse wijn oplevert. De meeste van de druivenrassen die onderzocht worden blijken inderdaad een grotere tolerantie voor schimmels en andere ziekten te hebben.

### Wijnwetgeving
Veel recht over wijn is vastgesteld op EU-niveau. De voor Nederland gelden de bepalingen uit de 'Regeling wijn en olijfolie' die sinds 1 juli 2014 van kracht is. De Rijksdienst voor Ondernemend Nederland voert de regeling uit en verwerkt onder meer de registratie van producenten. Daarnaast publiceert de RvO op haar website productiecijfers. Op basis van de geldende Europese verordeningen voor streekproducten wordt in Nederland geproduceerde wijn onderverdeeld in drie groepen: 
1. Nederlandse wijn
2. Wijn met een beschermde geografische aanduiding (BGA)
3. Wijn met een beschermde oorsprongsbenaming (BOB). [5]

### Nederlandse wijn

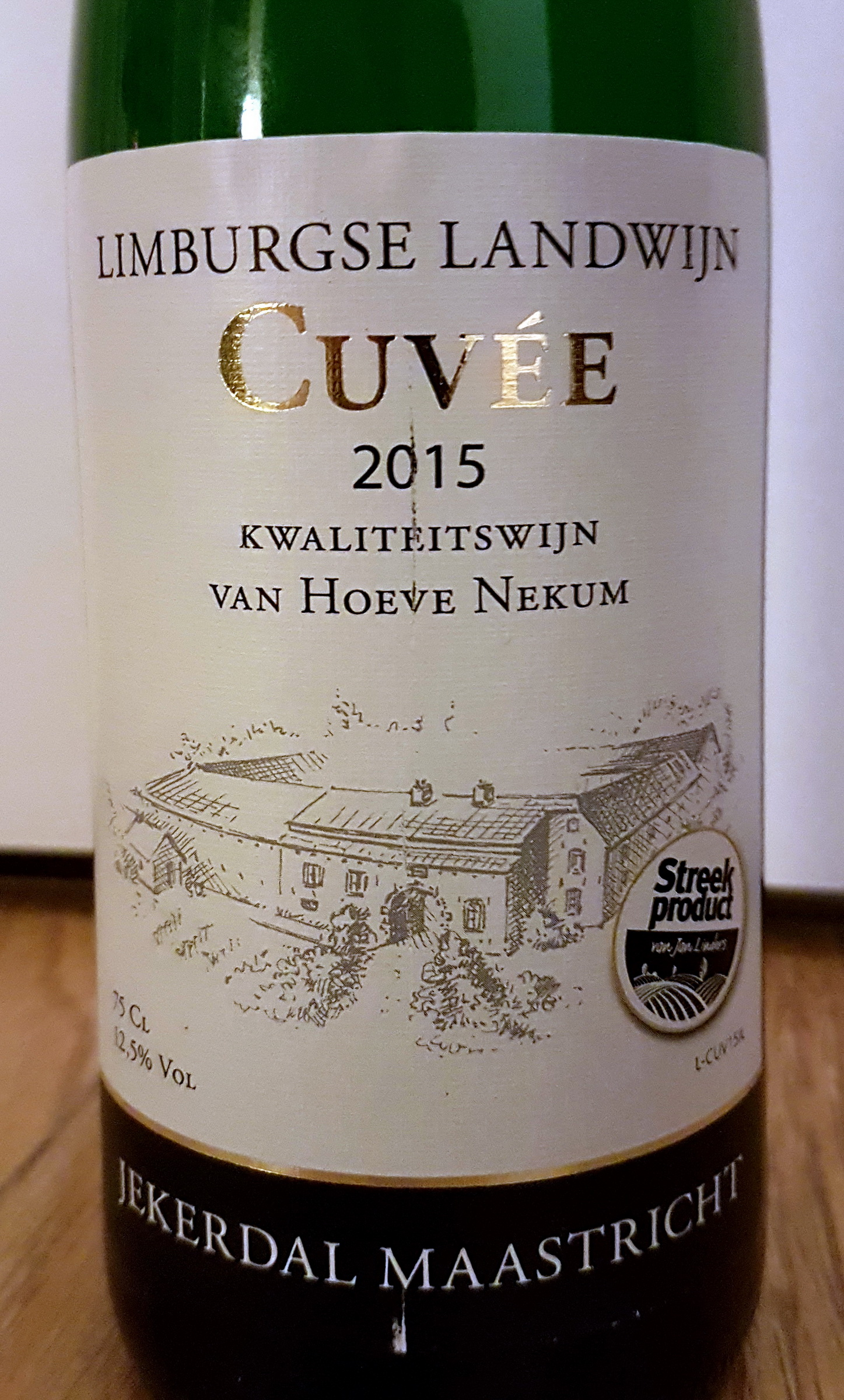
Limburgse landwijn van Hoeve Nekum in Maastricht

De categorie Nederlandse wijn is onder te verdelen in twee subgroepen: wijn en cepage wijn. Onder 'wijn' vallen de in Nederland geproduceerde wijnen die niet voldoen aan de eisen voor een cepage- of kwaliteitswijn. Wijnen uit deze categorie mogen op het etiket geen oogstjaar en druivenras vermelden. Cepage wijn wordt geproduceerd van in Nederland verbouwde druivenrassen die vermeld staan op de lijst van de Organisation International de la Vigne et du Vin (OIV). Bij cepage wijn geproduceerd van één druivenras moet de wijn voor minstens 85% uit deze variëteit bestaan. Bij een wijn op basis van twee of meer druivenrassen dient de wijn voor 100% uit deze druivenrassen te bestaan. De druivenrassen moeten in volgorde van aandeel op het etiket staan. Bovendien moeten de druivenrassen en het oogstjaar op het etiket worden vermeld.

### Kwaliteitswijn
In de Europese verordeningen voor streekproducten is vastgelegd dat wijnen uit een specifiek gebied een bescherming van geografie (BGA) of -oorsprong (BOB) kunnen verkrijgen. Daarbij geldt dat de voorwaarden voor een BOB strenger zijn: de aanduiding wordt alleen gebruikt als de omgeving (bij voorbeeld het type grond) een voorwaarde is voor het product. Daarmee wordt er vaak vanuit gegaan dat de kwaliteit hoger is. 
Voor BGA wijn in Nederland geldt dat de wijn gemaakt moet zijn van in Nederland verbouwde druivenrassen. Om een aanduiding te krijgen dient de wijn voor 85% te bestaan uit druivenrassen die in het genoemde geografische gebied zijn geteeld. In Nederland hebben alle provincies hun eigen BGA en in 2018 was 78% van de in Nederland geproduceerde wijn van het type BGA wijn. 

Nederland kent zeven wijnnamen die als beschermde oorsprongsbenaming (BOB) zijn geregistreerd: Ambt-Delden en Achterhoek-Winterswijk, Maasvallei Limburg, Mergelland, Oolde, Rivierenland, Vijlen. Wijnen geproduceerd in deze gebieden moeten voldoen aan specifieke regels. Voor alle gebieden geldt dat de wijnen voor 100% moeten bestaan uit druivenrassen die in het geldende gebied zijn geteeld. Daarnaast mogen het alleen druivenrassen zijn van de echte wijnstok (Vitis vinifera), in tegenstelling tot zogenoemde 'hybride' druivenrassen. De gebieden hebben ieder een uniek terroir, dit maakt bijvoorbeeld dat bepaalde druivenrassen zich daar goed kunnen ontwikkelen en de wijnen een hogere typiciteit kennen. Aanvragen voor drie nieuwe BOB is nog niet afgehandeld: Schouwen-Duiveland, Twente en De Voerendaalse Bergen.

### Wijnkeuring
De Nationale Wijnkeuring wordt sinds 2003 georganiseerd door Stichting Wijninstituut Nederland (WIN) in samenwerking met het Wijngaardeniersgilde en het Productschap Wijn. De Nederlandse wijnen worden gekeurd aan de hand van een internationale keuringssysteem van de Organisation International de la Vigne et du Vin (OIV). Door minimaal 15 erkende wijnproevers worden Nederlandse en Belgische wijnen getest en beoordeeld. In 2010 werden voor het eerst vier gouden medailles uitgedeeld. Naast de medailles wordt een WIN-keurzegel toegekend dat is bedoeld om aan de consument te laten zien welke Nederlandse wijnen van goede kwaliteit zijn. Sinds 2012 worden ook Belgische wijnen gekeurd en per 2013 is de keuring hernoemd tot 'Wijnkeuring van de Lage Landen'. Hieronder de medaillespiegel van de periode 2003-2019.
| Jaar | Aantal deelnemende wijnen | Aantal deelnemende wijngaarden | Gouden medailles | Zilveren medailles | Bronzen medailles |
| ---- | ------------------------- | ------------------------------ | ---------------- | ------------------ | ----------------- |
| 2003 | 61                        | 37                             | 0                | 0                  | 14                |
| 2004 | 54                        | 31                             | 0                | 1                  | 11                |
| 2005 | 84                        | 36                             | 0                | 5                  | 21                |
| 2006 | 95                        | 38                             | 0                | 4                  | 18                |
| 2007 | 135                       | 41                             | 0                | 8                  | 9                 |
| 2008 | 118                       | 43                             | 0                | 5                  | 34                |
| 2009 | 166                       | 57                             | 0                | 8                  | 44                |
| 2010 | 182                       | ?                              | 4                | 12                 | 23                |
| 2011 | 147                       | 55                             | 2                | 21                 | 25                |
| 2012 | 169                       | 57                             | 1                | 24                 | 33                |
| 2013 | 148                       | ?                              | 2                | 11                 | 24                |
| 2014 | 176                       | ?                              | 3                | 23                 | 30                |
| 2015 | 155                       | 58                             | 2                | 17                 | 35                |
| 2016 | 188                       | 55                             | 1                | 19                 | 56                |
| 2017 | 209                       | 55                             | 12               | 56                 | 95                |
| 2018 | 186                       | 66                             | 6                | 44                 | 90                |
| 2019 | 242                       | 67                             | 8                | 74                 | 101               |

### Overzicht van wijngaarden > 2,5 ha
| Naam wijngaard                  | Plaats                       | Hectare | Druivenras |
| ------------------------------- | ---------------------------- | ------- | --- |
| Apostelhoeve                    | Maastricht, Limburg          | 20      | Auxerrois, Riesling, Müller-Thurgau, Pinot Gris, Viognier |
| Hoeve Nekum                     | Maastricht, Limburg          | 6       | Auxerrois, Riesling, Müller-Thurgau, Pinot Noir |
| Domein de Wijngaardsberg        | Ulestraten, Limburg          | 3       | Auxerrois, Chardonnay, Pinot Gris, Pinot Noir |
| Wijngoed Fromberg               | Ubachsberg, Limburg          | 3       | Müller-Thurgau, Bacchus, Auxerrois, Riesling, Pinot Noir, Dornfelder, Monarch, Reichensteiner                                                                      |
| Chateau Gilbert                 | Wijnandsrade, Limburg        | 3,5     | Auxerrois, Pinot Gris, Pinot Noir, Müller-Thurgau |
| Wijngaard St. Martinus          | Vijlen, Limburg              | 28      | Solaris, Johanniter, Cabernet Cortis, Pinotin, Acolon, Monarch, Baron                                                                                              |
| Domein Holset, BruisendWijnHuis | Holset, Limburg              | 11      | Souvignier Gris, Cabernet Blanc, Johanniter, Chardonnay, Pinot Gris, Muscaris, Solaris                                                                             |
| Wijngoed Thorn                  | Thorn, Limburg               | 6,5     | Auxerrois, Riesling, Pinot Gris, Pinot Noir, Frühburgunder, Dornfelder                                                                                             |
| Wijngaard Dassemus              | Chaam, Noord-Brabant         | 6       | Rondo, Solaris, Phoenix, Johanniter, Bianca, Muscaris, Cabernet Jura, Souvignier Gris, Cabernet Blanc                                                              |
| Wijngaard Hof van Baarle        | Baarle-Nassau, Noord-Brabant | 2,5     | Regent, Rondo, Cabernet Cortis, Cabernet Cantor, Helias, Muscaris, Solaris, Johanniter, Hibernal                                                                   |
| Sint-Catharinadal               | Oosterhout, Noord-Brabant    | 7,5     | chardonnay, pinot gris, pinot blanc, pinot noir, gamay |
| De Kleine Schorre               | Dreischor, Zeeland           | 10      | Müller-Thurgau, Auxerrois, Pinot Blanc, Pinot Gris |
| Wijndomein de Oude Maalstroom   | Hurwenen, Gelderland         | 3       | Regent, Rondo, Johanniter, Palatin, Solaris, Phoenix, Bianca |
| Wijngaard Hesselink             | Winterswijk, Gelderland      | 4       | Regent, Pinotin, Solaris, Johanniter, Chardonnay, Riesel, Souvignier Gris, Rondo, Nero, Salomé                                                                     |
| Wijngoed Montferland            | Gendringen, Gelderland       | 4       | Merzling, Solaris, Souvignier Gris, Cabernet Blanc, Johanniter, Regent, Cabernet Cortis, Rondo                                                                     |
| Wijngaard Eco Fields            | Wekerom, Gelderland          | 2,7     | Pinotin, Johanniter, Solaris, Cabernet Cortis, Regent |
| Wijnhoeve De Colonjes           | Groesbeek, Gelderland        | 13      | Regent, Cabernet Cortis, Cabernet Colonjes, Pinotin, Cabernet Blanc, Helias, Riesèl, Johanniter, Muscaris, Palatina                                                |
| Betuws Wijndomein               | Erichem, Gelderland          | 7       | Regent, Pinotin, Cabernet Cortis, Palatina, Solaris, Johanniter, Muscat Bleu, Vilaris                                                                              |
| Wijngaard 't Heekenbroek        | Drempt, Gelderland           | 2,5     | Johanniter, Solaris, Pinotin, Cabertin |
| Wijngaard a/d Breede Beek       | Nijkerk, Gelderland          | 2,5     | Regent, Regent Primavera, Johanniter, Solaris, Muscaris |
| Hof van Twente                  | Bentelo, Overijssel          | 5,5     | Regent, Johanniter, Riesèl, Solaris, Pinotin |
| De Wijnmakers                   | Geesteren, Overijssel        | 12      | Regent, Rondo, Solaris, Johanniter, Phoenix, Sauvignac, Souvignier Gris, Zweigelt, Cabernet Blanc, Cabernet Cortis Cabaret Noir, Pinot Gris, Auxerrois, Chardonnay |
| Wijngaard Vie Vin Vjenne        | Vriezenveen, Overijssel      | 2,5     | Solaris, Johanniter, Cabernet Cortis, Leon Millot, Rondo, Marechal Foche                                                                                           |
| Reestlandhoeve Wijngoed         | Balkbrug, Overijssel         | 3       | Solaris, Johanniter, Regent, Muscat Blue |
| Domein de Vier Ambachten        | Simonshaven, Zuid-Holland    | 3       | |